# Артър Шолоу
Артър Шолоу (на английски: Arthur Leonard Schawlow) е американски физик, известен с работата си в областта на лазерната спектроскопия, за което е удостоен с Нобелова награда за физика за 1981 г. заедно с Николас Блумберген и Кай Сигбан.

## Биография
Роден е на 5 май 1921 г. в Маунт Вернон, Ню Йорк. Завършва гимназия на 16-годишна възраст, след което печели стипендия в Университета на Торонто. След завършването на университета, започва работа върху докторската си дисертация, която е прекъсната и довършена след войната.
През 1951 г. започва работа в Лабораториите Бел, а през 1961 г. е назначен за професор в Станфорд. Основните му разработки са в областта на лазерната спектроскопия, за което получава и Нобеловата награда, но Шолоу работи и с ядрени резонанси и свръхпроводници.
През 1991 г. Американското физическо общество учредява наградата „Артър Шолоу“, която се дава за значителен принос в науката с помощта на лазери.
Умира на 28 април 1999 г. в Пало Алто, Калифорния.